# 北京政府の行政区分
北京政府の行政区分では、1912年3月10日に成立した中華民国北京政府における行政区分を概説する。北京政府成立以前の中華民国の行政区分については南京臨時政府の行政区分を、以降については南京国民政府の行政区分を参照。
北京政府は1913年（民国2年）1月8日に『画一現行各省地方行政官庁組織令』、『画一現行各道地方行政官庁組織令』、『画一現行各県行政官庁組織令』（これらを総称し画一令と称される）、5月に『省官制』、『道官制』、『県官制』を公布、これにより清代の直隷州、直隷庁、州、庁は全て県に改編され、省道県の三級制が確立した。

## 道制

### 道の設置状況と管轄県
1914年（民国3年）、全国に93道を設置した。京兆地方及びまもなく設置された東省特別行政区に対してはその特殊性から道は設置されず、また熱河、察哈爾、綏遠、川辺特別行政区は管轄県数が限定的であったことから各1道の設置となったが、一般的に3ないし4道が設置され、甘粛及び黒竜江省には7道が設置された。
管轄県数は10～30県が一般的であるが、黒竜江省黒河道のように3県、陝西省関中道のように40県以上を管轄する道も存在した。

### 等級
1914年（民国3年）8月28日、各道を6類3等に分類することが定められた。
| 類別  | 名称   | 級別 | 備考                                                 |
| ----- | ------ | ---- | ---------------------------------------------------- |
| 第1類 | 繁要缺 | 一等 | 省会の首道。重要行政拠点であり且つ行政事務が煩雑な道 |
| 第2類 | 辺要缺 | 一等 | 特に重要な行政拠点。                                 |
| 第3類 | 繁缺   | 二等 | 管轄県が多く財政事情が良好な道。                     |
| 第4類 | 辺缺   | 二等 | 辺境地区または重要行政拠点。                         |
| 第5類 | 要缺   | 三等 | 道域に商港を有する道。                               |
| 第6類 | 簡缺   | 三等 | 事務が簡素且つ財政事情が良好でない道。               |

道制の等級化は経常経費に反映されたため、各省からは等級の見直しを求める訴えが出され、1914年（民国3年）から1915年（民国4年）5月までの期間に、内務部は河南省河洛道、江蘇省徐海道、広西省蒼梧道及び鎮南道、吉林省依蘭道の昇級を認めた。またこのほかにも江蘇省淮揚道、浙江省甌海道、黒竜江省綏蘭道、広東省潮循道、山東省東臨道からも昇級の要求が出されていたが行政管轄区域が限定的であり行政事務も複雑でないことを理由に却下されている。道設置より1年半という短期間に多くの昇級要望が提出されたことを重視した北京政府は1915年（民国4年）6月、内務部及ぶ財政部により全国の道を一等38道、二等39道、三等16道と分類し、今後特別の事情がない限り等級の見直しは行わないことを表明している。
| 省（区） | 道名     | 道名          | 道名                                     | 等級                          | 備考                                              |
| 省（区） | 1913年   | 1914年        | 他時期                                   | 等級                          | 備考                                              |
| -------- | -------- | ------------- | ---------------------------------------- | ----------------------------- | ------------------------------------------------- |
| 安徽省   |          | 安慶          |                                          | 繁要缺 一等                   |                                                   |
| 安徽省   | 蕪湖     | 繁缺 二等     |                                          |                               |                                                   |
| 安徽省   | 淮泗     | 繁缺 二等     |                                          |                               |                                                   |
| 雲南省   | 滇中     | 滇中          |                                          | 繁要缺 一等                   |                                                   |
| 雲南省   | 臨開広   | 蒙自          | 辺缺 二等                                |                               |                                                   |
| 雲南省   | 滇南広   | 普洱          | 簡缺 三等                                |                               |                                                   |
| 雲南省   | 滇西広   | 騰越          | 辺缺 二等                                |                               |                                                   |
| 河南省   | 豫東     | 開封          |                                          | 繁要缺 一等                   |                                                   |
| 河南省   | 豫北     | 河北          | 要缺 二等                                |                               |                                                   |
| 河南省   | 豫西     | 河洛          | 簡缺 三等                                | 1914年11月、繁缺 二等に昇格   |                                                   |
| 河南省   | 豫南     | 汝陽          | 要缺 二等                                |                               |                                                   |
| 甘粛省   | 蘭山     | 蘭山          |                                          | 繁要缺 一等                   |                                                   |
| 甘粛省   | 隴南     | 渭川          | 要缺 二等                                |                               |                                                   |
| 甘粛省   | 隴東     | 涇原          | 簡缺 三等                                |                               |                                                   |
| 甘粛省   | 朔方     | 寧夏          | 簡缺 三等                                |                               |                                                   |
| 甘粛省   | 海江     | 西寧          | 辺缺 三等                                |                               |                                                   |
| 甘粛省   | 河西     | 甘涼          | 辺缺 三等                                |                               |                                                   |
| 甘粛省   | 辺関     | 安粛          | 簡缺 三等                                |                               |                                                   |
| 貴州省   | 黔中路   | 黔中路        |                                          | 繁要缺 一等                   |                                                   |
| 貴州省   | 黔東路   | 鎮遠路        | 要缺 二等                                |                               |                                                   |
| 貴州省   | 黔西路   | 貴西路        | 簡缺 三等                                |                               |                                                   |
| 吉林省   | 西南路   | 吉長          |                                          | 繁要缺 一等                   |                                                   |
| 吉林省   | 西北路   | 浜江          | 繁要缺 一等                              |                               |                                                   |
| 吉林省   | 東南路   | 延吉          | 辺缺 二等                                | 1921年9月、一等に昇格         |                                                   |
| 吉林省   | 東北路   | 依蘭          | 簡缺 三等                                | 1915年5月、辺缺 二等に昇格    |                                                   |
| 江西省   |          | 豫章          |                                          | 繁要缺 一等                   |                                                   |
| 江西省   | 廬陵     | 簡缺 三等     |                                          |                               |                                                   |
| 江西省   | 贛南     | 贛南          | 要缺 二等                                |                               |                                                   |
| 江西省   | 贛北     | 潯陽          | 要缺 二等                                | 1916年2月、一等に昇格         |                                                   |
| 広西省   | 邕南     | 南寧          |                                          | 繁要缺 一等                   |                                                   |
| 広西省   | 鬱江     | 蒼梧          | 簡缺 三等                                | 1915年1月、繁缺 一等に昇格    |                                                   |
| 広西省   | 漓江     | 桂林          | 要缺 二等                                |                               |                                                   |
| 広西省   | 柳江     | 柳江          | 簡缺 三等                                |                               |                                                   |
| 広西省   | 田南     | 田南          | 簡缺 三等                                |                               |                                                   |
| 広西省   | 鎮南     | 鎮南          | 辺缺 三等                                | 1915年1月、辺要缺 一等に昇格  |                                                   |
| 江蘇省   |          | 金陵          |                                          | 繁要缺 一等                   |                                                   |
| 江蘇省   | 滬海     | 繁要缺 一等   | 1914年1月、上海道として成立。同年5月改称 |                               |                                                   |
| 江蘇省   | 蘇常     | 繁要缺 一等   |                                          |                               |                                                   |
| 江蘇省   | 淮揚     | 淮揚          | 繁缺 二等                                |                               |                                                   |
| 江蘇省   | 徐州     | 徐海          | 要缺 二等                                | 1914年11月、繁要缺 一等に昇格 |                                                   |
| 広東省   |          | 粤海          |                                          | 繁要缺 一等                   |                                                   |
| 広東省   | 嶺南     | 簡缺 三等     |                                          |                               |                                                   |
| 広東省   | 潮循     | 繁缺 二等     |                                          |                               |                                                   |
| 広東省   | 高雷     | 要缺 二等     |                                          |                               |                                                   |
| 広東省   | 瓊崖     | 辺要缺 一等   |                                          |                               |                                                   |
| 広東省   | 欽廉     | 辺缺 二等     |                                          |                               |                                                   |
| 黒竜江省 |          | 竜江          |                                          | 繁要缺 一等                   |                                                   |
| 黒竜江省 | 綏蘭     | 繁缺 二等     | 1915年9月、一等に昇格                    |                               |                                                   |
| 黒竜江省 | 黒河     | 黒河          | 辺要缺 一等                              |                               |                                                   |
| 黒竜江省 |          |               | 呼倫                                     |                               | 1925年設置                                        |
| 湖南省   |          | 湘江          |                                          | 繁要缺 一等                   |                                                   |
| 湖南省   | 衡永郴桂 | 衡陽          | 繁缺 二等                                |                               |                                                   |
| 湖南省   |          | 武陵          | 要缺 二等                                |                               |                                                   |
| 湖南省   | 辰沅永靖 | 辰沅          | 要缺 二等                                |                               |                                                   |
| 湖北省   | 鄂東     | 江漢          |                                          | 繁要缺 一等                   |                                                   |
| 湖北省   | 鄂北     | 襄陽          | 要缺 二等                                |                               |                                                   |
| 湖北省   | 鄂西     | 荊南          | 荊宜                                     | 要缺 二等                     | 1921年8月改称。一部管轄地域に施鶴道を新設         |
| 湖北省   |          |               | 施鶴                                     |                               | 1921年8月設置                                     |
| 山西省   | 中路     | 冀寧          |                                          | 繁要缺 一等                   |                                                   |
| 山西省   | 北路     | 雁門          | 簡缺 三等                                | 1915年7月、要缺 二等に昇格    |                                                   |
| 山西省   | 河東     | 河東          | 要缺 二等                                |                               |                                                   |
| 山東省   | 岱北     | 済南          |                                          | 繁要缺 一等                   | 1925年10月4道廃止                                 |
| 山東省   | 岱南     | 済寧          | 要缺 二等                                |                               | 1925年10月4道廃止                                 |
| 山東省   | 済西     | 東臨          | 簡缺 三等                                |                               | 1925年10月4道廃止                                 |
| 山東省   | 膠東     | 膠東          | 繁要缺 一等                              |                               | 1925年10月4道廃止                                 |
| 山東省   |          |               | 済南                                     | 不詳                          | 1925年10月設置、1927年8月、北京政府による設置承認 |
| 山東省   | 東昌     |               |                                          | 不詳                          | 1925年10月設置、1927年8月、北京政府による設置承認 |
| 山東省   | 泰安     |               |                                          | 不詳                          | 1925年10月設置、1927年8月、北京政府による設置承認 |
| 山東省   | 武定     |               |                                          | 不詳                          | 1925年10月設置、1927年8月、北京政府による設置承認 |
| 山東省   | 徳臨     |               |                                          | 不詳                          | 1925年10月設置、1927年8月、北京政府による設置承認 |
| 山東省   | 淄清     |               |                                          | 不詳                          | 1925年10月設置、1927年8月、北京政府による設置承認 |
| 山東省   | 萊膠     |               |                                          | 不詳                          | 1925年10月設置、1927年8月、北京政府による設置承認 |
| 山東省   | 東海     |               |                                          | 不詳                          | 1925年10月設置、1927年8月、北京政府による設置承認 |
| 山東省   | 兗済     |               |                                          | 不詳                          | 1925年10月設置、1927年8月、北京政府による設置承認 |
| 山東省   | 琅琊     |               |                                          | 不詳                          | 1925年10月設置、1927年8月、北京政府による設置承認 |
| 山東省   | 曹濮     |               |                                          | 不詳                          | 1925年10月設置、1927年8月、北京政府による設置承認 |
| 四川省   | 川西     | 西川          |                                          | 繁要缺 一等                   |                                                   |
| 四川省   | 川東     | 東川          | 繁要缺 一等                              |                               |                                                   |
| 四川省   | 上川南   | 建昌          | 要缺 二等                                |                               |                                                   |
| 四川省   | 下川南   | 永寧          | 簡缺 三等                                | 1915年3月、二等に昇格         |                                                   |
| 四川省   | 川北     | 嘉陵          | 要缺 二等                                |                               |                                                   |
| 四川省   | 辺東     |               |                                          | 1914年、川辺特別区に編入      |                                                   |
| 四川省   | 辺西     |               |                                          | 1914年、川辺特別区に編入      |                                                   |
| 新疆省   | 鎮迪     | 迪化          |                                          | 繁要缺 一等                   |                                                   |
| 新疆省   | 伊犁     | 伊犁          | 辺缺 二等                                |                               |                                                   |
| 新疆省   | 阿克蘇   | 阿克蘇        | 簡缺 三等                                |                               |                                                   |
| 新疆省   | 喀什噶   | 喀什噶        | 辺要缺 一等                              |                               |                                                   |
| 新疆省   |          |               | 塔城                                     |                               | 1916年12月設置                                    |
| 新疆省   | 阿山     |               | 1919年6月設置                            |                               |                                                   |
| 新疆省   | 焉耆     | 辺缺 三等     | 1920年4月設置                            |                               |                                                   |
| 新疆省   | 和闐     | 辺缺 三等     |                                          |                               |                                                   |
| 浙江省   |          | 銭塘          |                                          | 繁要缺 一等                   |                                                   |
| 浙江省   | 会稽     | 繁要缺 一等   |                                          |                               |                                                   |
| 浙江省   | 金華     | 簡缺 三等     |                                          |                               |                                                   |
| 浙江省   | 甌海     | 繁缺 二等     |                                          |                               |                                                   |
| 陝西省   | 中道     | 関中          |                                          | 繁要缺 一等                   |                                                   |
| 陝西省   | 陝南     | 漢中          | 要缺 二等                                |                               |                                                   |
| 陝西省   | 陝北     | 楡林          | 辺缺 二等                                |                               |                                                   |
| 陝西省   | 陝西     |               |                                          |                               |                                                   |
| 陝西省   | 陝東     |               |                                          |                               |                                                   |
| 直隷省   | 渤海     | 津海          |                                          | 繁要缺 一等                   |                                                   |
| 直隷省   | 范陽     | 保定          | 繁要缺 一等                              |                               |                                                   |
| 直隷省   | 冀南     | 大名          | 要缺 二等                                |                               |                                                   |
| 直隷省   | 口北     | 口北          | 簡缺 三等                                |                               |                                                   |
| 福建省   | 東路     | 閩海          |                                          | 繁要缺 一等                   |                                                   |
| 福建省   | 南路     | 廈門          | 繁要缺 一等                              |                               |                                                   |
| 福建省   | 西路     | 汀漳          | 要缺 二等                                |                               |                                                   |
| 福建省   | 北路     | 建安          | 簡缺 三等                                |                               |                                                   |
| 遼寧省   | 南路     | 遼瀋          |                                          | 繁要缺 一等                   |                                                   |
| 遼寧省   | 東路     | 東辺          | 辺缺 二等                                |                               |                                                   |
| 遼寧省   | 北路     | 洮昌          | 要缺 二等                                |                               |                                                   |
| 遼寧省   | 西路     |               |                                          | 1913年9月廃止                 |                                                   |
| 遼寧省   | 中路     | 1913年9月廃止 |                                          |                               |                                                   |
| 察哈爾区 |          | 興和          |                                          | 辺缺 二等                     | 1913年8月、一等に昇格                             |
| 綏遠区   |          | 綏遠          |                                          | 繁要缺 一等                   |                                                   |
| 川辺区   |          |               | 川辺                                     | 繁要缺 一等                   | 1916年1月設置                                     |
| 熱河区   |          | 熱河          |                                          | 繁要缺 一等                   |                                                   |

### 廃止
初期の中華民国における政治集団は政治理念を異にする各派が存在しており、それは道制に対する見解の相違もあり一部の省では短期間で道制が廃止された。1920年（民国9年）9月30日、湖南省督軍であった譚浩明は、孫文の提唱した省県二級制を推進すべく省内の道署機構を廃止、その後同年12月6日に広東省長の陳炯明により同省内の道署が廃止、同年から1923年（民国12年）にかけて貴州省の道署が廃止された。
1924年（民国13年）6月4日、内務部が『中華民国憲法（曹錕憲法）』に依拠し各省に道尹の廃止の指示が出されたが、曹錕の下野によりこの支持は実効されなかった。国民党は孫文が提唱した省県二級制の推進を主張、北伐が開始され北伐軍が各省を制圧すると各省の道尹は自然消滅し、1929年（民国18年）から1930年（民国19年）にかけて大部分の省で道制は廃止となった。1930年（民国19年）2月、国民党中央委員会会議第209次会議で道制の廃止が正式に決定され、行政区画としての道は法律上正式に廃止となった。

## 県級行政区画

### 県級行政区画の整理
辛亥革命直後の各省県級行政区画は統一性がなくきわめて混乱した状況であったため、1913年（民国2年）1月に『画一現行各県地方行政官庁組織令』を公布し、清代の府、直隷庁、州、直隷州を全て県と改称することを規定され、それ以前に改称が完了していた蘇浙両省を除き、2月に隷魯豫奉陝の5省で、3月には閩吉黒の3省で、4月には滇川甘疆の4省で、5月には晋で、9月には湘黔の両省で改称が実施され、県級行政区画の名称が統一された。
このようにして誕生した各省の県級行政区画であったが、重複名称が94種221県存在し行政管理に支障が生じる可能性があったため、1914年（民国3年）1月、内務部は重複名称の県名の整理を実施している。

### 県佐制度
清代では県の一部に分防県丞または主簿等の管理を派遣し、知県に協力し一部地域を統治する制度が採用されていた。民初では清代制度をそのまま沿襲、または改編した行政制度を採用する省が存在し、陝西省では県丞、奉天省では分治委員、福建省では分駐科員が設置され、黒竜江省では佐治局制が採用されていた。
異なる行政機構が運営されていた各省の行政機構統一のため、1914年（民国3年）8月に北京政府は『県佐官制』を公布し、管轄区域が広大で十分な行政統治が行えない場合は、内務部の許可により県佐を設置できるものと規定した。
1930年（民国29年）2月、国民党中央委員会会議第207次会議で県佐の廃止が正式に決定、辺境地区に関しては漸次廃止していくことが定められた。

## 市制
辛亥革命直後、一部県の都市部で地方自治が萌芽し市が誕生したが、北京政府は地方自治の停止を命令、江蘇省等に設置された各地の市政府は廃止された。
北京政府時代の中華民国で最初に設置された市は広東省の広州市である。1920年（民国9年）11月、広州を本拠地とする中華民国軍政府により陳炯明が広東省長に任命されると広州を独立した行政区にすることを計画、孫科に対し関連法整備の研究を指示し『広州市暫行条例』を制定、翌年2月には省署公議会を通過させ中国初の市制施行が決定、1921年（民国10年）2月15日に広州市が正式に成立した。同年3月には『汕頭市暫行条例』を制定、汕頭市が設置されている。
これらの市制施行は広州省という地方政府によるものであり、他省に市設置の趨勢が伝播することはなかった。しかし北京政府は広州に於ける市制施行を重視、同年7月3日には『市自治制』を公布、全国的な市設置の法的根拠を示した。
『市自治制』では内務部により設置される県級行政区と同等とされた特別市と、人口1万人以上の地区に自由に設置でき、県知事の監督下に置かれる普通市の2種類を規定した。これにより翌年京都特別市、青島特別市が設置された。特別市市長は当初は国務総理により指名され大総統により任命されていたが、後に市民により3名が選出され、内務総長、国務総理、大総統により1名が指名される制度に改められた。その後各省でも普通市に対する市長選出規定が定められ、特に聯省自治運動期間中には湖南省などでは市長の住民直接公選が実現している。
北京政府による市制は結果的に限定的なものであり、大都市部には市政府に類似した督弁商埠公署などが設置されている例もある。